# 长者智人
长者智人（Homo sapiens idaltu），生活在160,000年前的非洲，头骨所在的形态上介于现代人和早期智人之间。他们已经具有了相当多的现代人特征，例如成年人头骨有着大的球形颅骨、扁平的脸等，但也有一些比较原始的特征，例如枕部较为弯曲、眉脊突出等。科学家将其划分为智人的一个新型亚种，称为“长者智人”。

## 發源
由美國洛沙拉摩斯國家實驗室的沃德蓋布瑞爾（Giday WoldeGabriel）、衣索比亞裂谷研究局的阿斯法（Berhane Asfaw）、美國加州大學柏克萊分校的懷特（Tim White）領導的研究團隊，在衣索比亞東部中阿瓦士地區的一個村落赫托（Herto）發現了目前發掘出最早的現代智人（Homo sapiens）化石（兩個成人、一個小孩的頭骨碎片，以及其他7個人的骨骼碎片與零散牙齒），據估計化石年代約在15萬4000年前到16萬年前左右。
研究小組中的阿斯法博士花費三年多的時間，才把較完整的成年男性頭骨拼湊定位，根據解剖學上的特性，認為這副頭骨與現代人的頭骨非常相近，例如眉骨較不明顯、頭顱側邊的顱側穹窿較高，都跟早於現代人的人類化石不同，因此認為新發現的化石與我們現代人是同一種。